# Оголошення війни
Оголошення війни — юридична, дипломатична процедура в міжнародному праві та міжнародній політиці, яка полягає в офіційному, в установленому порядку повідомленні однією державою іншої про припинення між ними миру та перехід у стан війни.

## Процедура
Відповідно до Гаазької конвенції про початок військових дій 1907 року (Україна є її учасником), початок військових дій між державами не повинен починатися без попереднього і недвозначного попередження у вигляді мотивованого оголошення війни або у формі ультиматуму з умовним оголошенням війни.
Оголошення війни, відповідно до міжнародного права, відбувається:
- шляхом звернення до власного народу;
- шляхом звернення до народу або уряду держави-супротивника;
- шляхом звернення до світової спільноти.

Ультиматум, як особливий спосіб оголошення війни, — категорична вимога одного уряду до іншого, яка не допускає ніяких подальших спорів і заперечень, з погрозою, що у разі невиконання цієї вимоги до спливу певного строку уряд, що пред'явив ультиматум, вживе відповідних заходів. Фактично ультиматум є загрозою війни.
Про стан війни необхідно одразу повідомити нейтральним державам.
Оголошення війни, навіть якщо воно не супроводжується власне воєнними діями, означає початок юридичного стану війни.

## Оголошення війни й агресія
Положення Гаазької конвенції не втратило своєї чинності. Проте, згідно з визначенням агресії, прийнятим на 29-й сесії Генеральної Асамблеї ООН у 1974 р., оголошення війни, що не є актом самозахисту, відповідно до статті 51 Статуту ООН, не може вважатися фактом, що перетворює незаконну війну на правомірну. Початок агресивної війни без її оголошення є обставиною, що обтяжує та підвищує відповідальність агресора.
В статті 3, яка дає визначення агресії, написано, що актом прямої агресії, незалежно від того, чи була оголошена війна, чи ні, є:
- вторгнення або напад збройних сил держави на територію інших держав, або будь-яка військова окупація, який би тимчасовий характер вона не мала, що є результатом такого вторгнення або нападу, або будь-яка із застосуванням сили анексія території іншої держави або частини її;
- бомбардування збройними силами держави території іншої держави або застосування будь-якої зброї державою проти території іншої держави;
- блокада портів або узбережжя держави збройними силами іншої держави;
- напад збройними силами держави на сухопутні, морські або повітряні сили або морські і повітряні флоти іншої держави;
- застосування збройних сил однієї держави, що знаходяться на території іншої держави за згодою з державою, що їх приймає, з порушенням умов, передбачених в угоді, або будь-яке продовження їхнього перебування на такій території після припинення дії угоди тощо.

## Правові наслідки
У більшості держав світу, глава держави, який є одночасно Верховним Головнокомандувачем Збройних Сил, має повноваження оголошувати стан війни з іншою країною, з подальшим схваленням такого рішення парламентом.
Оголошення війни, навіть без початку військових дій, означає у державі початок юридичного стану війни і має певні правові наслідки для усіх воюючих сторін:
- припиняються дипломатичні і консульські зносини між державами, відкликається персонал посольств і консульств (дипломатам надається право безперешкодно залишити територію супротивника);
- припиняють чинність політичні договори (про ненапад, нейтралітет, про воєнний союз, економічні та культурні угоди між воюючими державами). Деякі багатосторонні договори припиняють свою дію у відносинах між державами, які беруть участь у війні;
- починають діяти міжнародні норми, прийняті спеціально для періоду збройного конфлікту (союзні договори, договори про взаємну і військову допомогу, договори стосовно правил ведення війни, причому останні не можуть бути денонсовані тощо);
- майно, що є власністю ворожої держави (за винятком майна дипломатичних представництв і консульських установ), підлягає конфіскації;
- торгові судна воюючих, що знаходилися до початку війни у ворожих портах, повинні залишити порт супротивника (для цього встановлюється розумний термін для вільного виходу з територіальних вод держави-супротивника — індульт, після закінчення якого такі судна підлягають реквізиції і затриманню до закінчення війни незалежно від їхньої приналежності (державі, приватним компаніям або окремим особам); військові кораблі підлягають обов'язковій реквізиції;
- до громадян країни-противника може застосовуватися спеціальний режим: їх право на вибір місця проживання обмежується; вони можуть бути інтерновані або примусово поселені в певному місці (статті 41, 42 «Женевської конвенції про захист цивільного населення під час війни» 1949 р.).
- власні громадяни кожної з воюючих держав поділяються на мирне населення і збройні сили.

## Історія
У стародавньому світі знаходили різні пояснення для виправдання насильницьких дій щодо території іншої країни. Ймовірно, першим звичаєм ведення війни і першою вимогою справедливої війни було її обов'язкове оголошення. У Стародавній Греції напад без офіційного проголошення війни вважався дикістю.
У Законах Ману Стародавньої Індії війна розглядалася як крайній засіб вирішення суперечок. Тому перед оголошенням війни потрібно було висунути ультиматум іншій стороні з висловленням конкретних вимог.
У Стародавньому Римі процедура оголошення війни набула досконалості. Римський політик і філософ Марк Туллій Цицерон визнавав існування права, що регулює введення війни. Законною і справедливою вважалася війна не тільки з поважної причини (наприклад, самооборона), але і та, яка оголошена після виконання процедур. Спочатку проводилася складна процедура висловлення претензій, якщо вони не були задоволені, то через 33 дні вони повторювалися в більш категоричній формі. Далі сенат відкритим голосуванням вирішував питання про оголошення війни. Рішення сенату затверджувалося Народними зборами. за 3 дні до виступу кидався закривавлений спис у бік ворога на кордоні з ним.
Мусульманські традиції ведення війни, які сформувалися в ході арабських походів VII–X ст. і частково спиралися на заповіді Корану, вимагали не починати війну без її оголошення.
У Середні віки правила оголошення війни спочатку не використовувалися. Проте у XII ст. оголошення війни стало обов'язковим скрізь. Італійські міста-комуни, посилаючи ворогові рукавичку, стали першими в Європі, хто суворо дотримувався цього правила. До XVI ст. оголошенням війни був якийсь формальний, навіть урочистий акт. Надалі цим стало чисто дипломатичне повідомлення, інколи навіть без висунення конкретних претензій.